# Dystéléologie

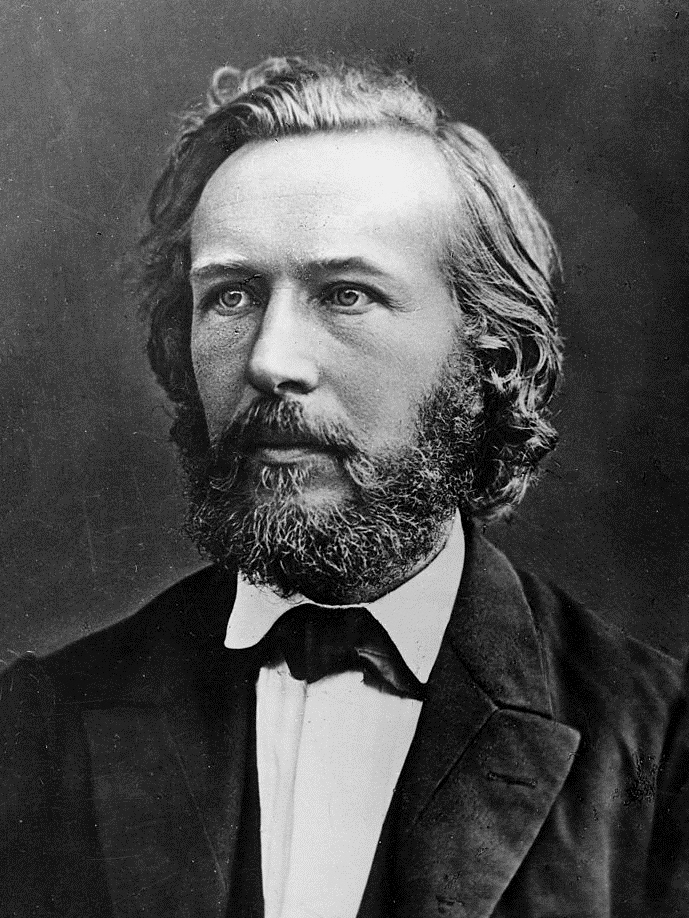
Portrait de Ernst Haeckel (1834-1919), l'homme à l'origine du concept de dystéléogie.

La dystéléologie est la théorie philosophique selon laquelle rien de ce qui existe ne possède de telos ou de cause finale, pas même l'action volontaire. Le terme « dystéléologie » est un concept moderne forgé et popularisé par Ernst Haeckel (1834–1919). 
La dystéléologie constitue une forme radicale d'athéisme d'orientation scientifique. Elle est associée à l'origine à Haeckel et à ses partisans, mais elle se rattache de nos jours plutôt au genre d'athéisme défendu par Richard Dawkins, Sam Harris ou Christopher Hitchens. Elle se propose de dépasser les perspectives philosophiques et religieuses traditionnelles telles que l'idéalisme allemand (contemporain de Haeckel) ou la pensée New Age, et rejoint en ce sens le naturalisme philosophique pour lequel il n'existe aucune causalité en dehors de la nature.